# براوتون، فلینت‌شر
براوتون (به انگلیسی: Broughton) یک شهرک در بریتانیا است که در ولز واقع شده‌است. براوتون ۵٬۹۷۴ نفر جمعیت دارد.